# Acorn Computer BBC Master
Acorn Computer BBC Master (BBC Master) је кућни рачунар, производ фирме Acorn Computer који је почео да се израђује у Уједињеном Краљевству током 1986. године.
Користио је 65C102 као централни микропроцесор а RAM меморија рачунара BBC Master је имала капацитет од 128 KB. 
Као оперативни систем кориштен је MOS.

## Детаљни подаци
Детаљнији подаци о рачунару BBC Master су дати у табели испод.
|                       |                                                                                  |
| [ 1 ]                 |                                                                                  |
| Произвођач            |                                                                                  |
| Тип                   | кућни рачунар                                                                    |
| Меморија              | 128 KB                                                                           |
| Поријекло             | Уједињено Краљевство                                                             |
| Година                | 1986                                                                             |
| Тастатура             | пуни помак тастера, 93 тастера са нумеричком тастатуром и 10 функцијских тастера |
| Процесор              |                                                                                  |
| Фреквенција процесора | 2                                                                                |
| RAM                   | 128 KB                                                                           |
| ROM                   | 128 (прошириво)                                                                  |
| Текст                 | 40/80 x 25 линија, 20/40/80 x 32, телетекст мод (40 x 25 x 8 боја)               |
| Графика               | 160/320/640 x 256 тачака са 2 до 8 боја                                          |
| Боја                  | 8 између 16                                                                      |
| Звук                  | 4 канала, 8 октава - SN76489 генератор звука                                     |
| Димензије             | 46,7 (ширина) x 34,5 (дубина) x 7,5 (висина)                                     |
| Портови               | Ghostbusters Дејвида Крејна                                                      |
| Оперативни систем     |                                                                                  |